# Клечев (гміна)
Гміна Клечев (пол. Gmina Kleczew) — місько-сільська гміна у північно-західній Польщі. Належить до Конінського повіту Великопольського воєводства.
Станом на 31 грудня 2011 у гміні проживало 9974 особи.

## Територія
Згідно з даними за 2007 рік площа гміни становила 110.12 км², у тому числі:
- орні землі: 75.00%
- ліси: 1.00%

Таким чином, площа гміни становить 6.98% площі повіту.

## Населення
Станом на 31 грудня 2011:
| Опис     | Загалом | Загалом | Чоловіки | Чоловіки | Жінки | Жінки |
| -------- | ------- | ------- | -------- | -------- | ----- | ----- |
| одиниця  | осіб    | %       | осіб     | %        | осіб  | %     |
| все      | 9974    | 100     | 4899     | 49.12    | 5075  | 50.88 |
| міське   | 4246    | 100     | 2051     | 48.30    | 2195  | 51.70 |
| сільське | 5728    | 100     | 2848     | 49.72    | 2880  | 50.28 |

## Сусідні гміни
Гміна Клечев межує з такими гмінами: Вільчин, Казімеж-Біскупі, Орхово, Островіте, Повідз, Слесін.